# Torbjörn Sjöqvist
Nils Torbjörn Sjöqvist, född 28 november 1929 i Deje, Nedre Ulleruds socken, Värmland, död 17 januari 2017 i Torsby, var en svensk folkskollärare och målare.
Han var son till kantorn Fridolf Sjöqvist och Karin Jansson och gift med fil. kand. Marja Secund. Sjöqvist studerade vid Otte Skölds målarskola i Stockholm 1949–1951 och under studieresor till Norge och Sicilien. Han medverkade i utställningar arrangerade av Värmlands konstförening på Värmlands museum och Norra Värmlands konstförenings utställningar i Torsby. Hans konst består av figurmotiv, porträtt och landskap i en expressiv stil.Sjöqvist blev på 1970-talet uppmärksammad för att i många år använt sig av teater i undervisningen, då han lät eleverna dramatisera avsnitt i historia och religionskunskap
År 2010 utkom Torbjörn Sjöqvist med en bok om Selma Lagerlöfs bror Johan. Han ger där en nyanserad och ljus bild av honom, uppskattat av den stora släkten Lagerlöf. Sjöqvist är begravd på Fryksände kyrkogård.